# Judith Kerr
Judith Kerr   (Berlín, 14 de juny de 1923 - Londres, 22 de maig de 2019) OBE, va ser una escriptora i il·lustradora britànica d'origen alemany els llibres de la qual van vendre més de 10 milions de còpies a tot el món. Va crear tant llibres il·lustrats perdurables com la sèrie Mog i The Tiger Who Came to Tea i novel·les aclamades per a nens més grans com la semi-autobiogràfica When Hitler Stole Pink Rabbit, que va donar una visió infantil sobre escapar de la persecució de Hitler a la Segona. Guerra Mundial. Nascuda a la República de Weimar, va arribar a Gran Bretanya amb la seva família el 1935 per escapar de la persecució durant l'ascens dels nazis.

## Biografia
Kerr va néixer el 14 de juny de 1923 a Berlín, filla d' Alfred Kerr (1867–1948), crític de teatre, i de Julia Kerr (nascuda Julia Anna Franziska Weismann; 1898–1965), un compositor que era filla d'un polític prussià. Judith Kerr tenia un germà, Michael. Els seus pares eren tots dos de famílies jueves alemanyes.
A principis de març de 1933, la família va sentir un rumor que, si els nazis arribessin al poder en les properes eleccions, planejaven confiscar els seus passaports i arrestar Alfred Kerr per haver criticat obertament el partit. La família va fugir d'Alemanya cap a Suïssa el matí de les eleccions i més tard es va assabentar que els nazis havien vingut a casa seva a Berlín l'endemà al matí per arrestar-los. Els llibres d'Alfred Kerr van ser cremats pels nazis poc després d'haver fugit d'Alemanya. La família va viatjar més tard a França, abans d'establir-se finalment a Gran Bretanya el 1936, on Judith Kerr va viure la resta de la seva vida.

## La vida a Londres
Durant la Segona Guerra Mundial, Judith Kerr va treballar per a la Creu Roja, ajudant els soldats ferits, abans de rebre una beca per estudiar al Central School of Arts and Crafts i esdevenir artista. Va conèixer el seu futur marit, el guionista Nigel "Tom" Kneale, a la cantina de la BBC. Va escriure la sèrie televisiva de ciència-ficció de culte The Quatermass Experiment per a la qual Kerr va ajudar a fer i operar els efectes especials. Kneale més tard la va impulsar a sol·licitar una feina com a guionista de televisió de la BBC. Kerr es va naturalitzar com a súbdit britànic el 21 de juny de 1947.
Kerr i Kneale es van casar el 1954; van romandre casats fins a la seva mort el 2006. Van tenir dos fills, una filla Tacy (nascuda el 1958) i un fill Matthew (nascut el 1960). Matthew també és escriptor i va guanyar el premi Llibre de l'any als Whitbread Book Awards l'any 2000 per la novel·la English Passengers. Tacy és actriu, artista d'animatrònica i pintora; com a dissenyadora d'animatrònica, va treballar inicialment per a Jim Henson's Creature Shop abans de treballar de manera independent en efectes especials. Ha treballat en pel·lícules com Lost in Space, Dog Soldiers i les quatre primeres pel·lícules de Harry Potter. Com a artista, pinta principalment insectes.
Kerr va viure a la mateixa casa a Barnes, Londres, des de 1962 fins a la seva mort el 22 de maig de 2019.

## Llibres
Kerr és més coneguda pels seus llibres infantils. Tot i que de petita somiava amb ser una escriptora famosa, només va començar a escriure i dibuixar llibres quan els seus propis fills estaven aprenent a llegir. Va escriure títols d'imatges autoil·lustrats, com ara la sèrie de 17 llibres Mog i The Tiger Who Came to Tea. El personatge de Mog es basava en un tabby de la vida real que s'asseia a la falda de Kerr mentre treballava.
A més de llibres infantils, Kerr va escriure novel·les infantils com la trilogia semiautobiogràfica Out of the Hitler Time ( When Hitler Stole Pink Rabbit, Bombs on Aunt Dainty (publicada originalment com The Other Way Round ) i A Small Person Far Away ), que expliquen, des d'una perspectiva infantil, l'ascens dels nazis a l'Alemanya dels anys 30 i la vida com a refugiat, la vida a Gran Bretanya durant la Segona Guerra Mundial i la vida durant els anys de postguerra i la Guerra Freda respectivament. De nou van ser els seus fills els que van provocar aquest escrit: quan el seu fill tenia vuit anys va veure The Sound of Music i va comentar: "ara sabem com era quan la mare era una nena". Kerr volia que sàpiga com era realment i així va escriure When Hitler Stole Pink Rabbit. La història es basava en el seu penediment per haver escollit una joguina de peluix amb ella quan la seva família va fugir d'Alemanya en lloc d'una joguina estimada de conill rosa. La novel·la per a joves va guanyar el Deutscher Jugendliteraturpreis el 1974. Una adaptació cinematogràfica de When Hitler Stole Pink Rabbit es va estrenar el desembre de 2019 a Alemanya, dirigida per la directora guanyadora de l'Oscar Caroline Link.
Kerr va dir que des de la mort del seu marit, escriure s'havia tornat més important que mai. Va continuar escrivint i il·lustrant llibres infantils: Twinkles, Arthur and Puss es va publicar el 2008, i One Night in the Zoo el 2009. The Curse of the School Rabbit es va publicar pòstumament el 2019.
Kerr va ser nomenat Oficial de l'Ordre de l'Imperi Britànic (OBE) en els honors d'aniversari de 2012 pels serveis a la literatura infantil i l'educació sobre l'Holocaust.

## Mort i llegat
Kerr va morir a casa seva el 22 de maig de 2019, als 95 anys, arran d'una curta malaltia. El 2013, la primera escola pública bilingüe de Gran Bretanya en anglès i alemany, l'escola de primària Judith Kerr a Herne Hill, al sud de Londres, va rebre el seu nom.
El maig de 2019, una setmana abans de la seva mort, va ser nominada com a il·lustradora de l'any als British Book Awards. Un arxiu de les seves il·lustracions es conserva al centre Seven Stories de Newcastle upon Tyne.

## Obres seleccionades
- The Tiger Who Came to Tea (HarperCollins, 1968)[36][37]
- The Mog series, que inclou:[38]
  - Mog the Forgetful Cat (1970)
  - Mog's Christmas (1976)
  - Goodbye, Mog (2002)
  - Mog's Christmas Calamity (2015)
- La trilogia "Out of the Hitler Time":[39]
  - When Hitler Stole Pink Rabbit (1971)
  - Bombs on Aunt Dainty (originally published as The Other Way Round) (1975)[40]
  - A Small Person Far Away (1978)[41]